# Polyzonus prasinus
Polyzonus prasinus là một loài bọ cánh cứng trong họ Cerambycidae.